# الكسندر فرانكلين كامبل
الكسندر فرانكلين كامبل هو سياسي كندي، ولد في مارس 1845 في كندا. حزبياً، نشط في حزب أونتاريو المحافظ التقدمي. وقد انتخب عضو برلمان مقاطعة أونتاريو.